# Toni, männlich, Hebamme – Eine runde Sache
Eine runde Sache ist ein deutscher Fernsehfilm von Sibylle Tafel aus dem Jahr 2020. Es handelt sich um die vierte Episode der ARD-Reihe Toni, männlich, Hebamme mit Leo Reisinger als Münchner Hebamme Toni in der Hauptrolle. Die deutsche Erstausstrahlung erfolgte am 24. April 2020 auf dem ARD-Sendeplatz Endlich Freitag im Ersten.

## Handlung
Luise ist mit dem Fußballmanager Leo Attinger zusammen und erwartet ein Kind von ihm. Sein Starspieler Arthur „Walli“ Wallner und seine Frau Kathy sind ebenfalls in guter Hoffnung, suchen aber noch eine Hebamme. Luise empfiehlt ihnen Toni. Beim ersten Besuch ist auch sein Spieleragent Holger Gersch dabei, der verlangt, dass Toni einen Vertrag unterschreibt, bei dem eine Strafklausel von 500‘000 € drinsteht. Er lehnt dies ab, worauf Walli beim Wegfahren mit seinem Wagen das Fahrrad von Toni schrottet. Da Kathy unbedingt Toni als Hebamme will, verlangt sie von Walli, dass er zu Toni geht und sich entschuldigt. Zudem soll er auf eine Unterzeichnung des Vertrags verzichten.
Ferdi muss mit seiner Mutter zu seinem zukünftigen Stiefvater Achim und seinem Sohn Janosch ziehen. Dies passt ihm gar nicht, zudem ist Janosch nicht erpicht darauf, dass er nun Konkurrenz im Hause hat. Franzls Beziehung mit Evi läuft gut, als sie bei ihm zu Besuch ist, will er sie Toni vorstellen, ahnt aber immer noch nicht, dass sich die beiden schon kennen. Deshalb macht sich Evi durchs Fenster aus dem Staub. Bei Kathy haben während der Geburtsvorbereitung die Wehen eingesetzt, worauf Luise sie sofort ins Krankenhaus einliefert. Leo informiert Walli, der sofort zu ihr eilt. Als es während der Geburt zu Komplikationen kommt, klappt er aber zusammen und erwacht erst wieder, als das Baby da ist. Danach untersucht Toni auch noch Luise, da sie Anzeichen von Wehen hatte. Leo findet es unvernünftig, dass sie immer noch arbeitet.
Wieder zu Hause lässt Kathy Walli mit dem Baby alleine, weil sie als Trauzeugin zur Junggesellinnen-Party ihrer besten Freundin gehen will. Walli ist total überfordert und ruft deshalb mitten in der Nacht Toni an und bittet ihn um Hilfe. Nachdem Toni es geschafft hat, dass das Baby schläft, verbringen sie gemeinsam den Rest der Nacht am Pool. Als Kathy am nächsten Morgen nach Hause kommt, findet sie die beiden Männer mit dem Baby schlafend auf dem Sofa. Da Walli danach ein Fotoshooting hat und Kathy ihm das Baby wieder überlässt, bucht er Toni einfach als Babysitter, was dem gar nicht passt.
Toni erhält einen Anruf von Hanna, weil sich Ferdi mit Janosch geprügelt hat, nachdem ihn dieser wegen seines Vaters bis aufs Blut gereizt hatte. Walli fährt ihn hin und Janosch ändert blitzartig seine Meinung, da er großer Walli-Fan ist. Toni nimmt Ferdi mit nach Hause, gemeinsam mit Walli essen sie etwas. Als Toni sich von Walli verabschieden will, küsst der ihn unvermittelt. Leo bekommt danach einen Anruf, weil ein Paparazzo Bilder vom Kuss der beiden gemacht hat. Er geht zu Toni, weil er meint, dass Toni schwul ist, da er mit Franzl zusammenwohnt, Toni klärt ihn aber darüber auf, dass der Kuss von Walli gekommen ist.
Als Toni zu Walli geht, um mit ihm über den Vorfall zu sprechen, greift der ihn unvermittelt an. Scheinbar hat Leo erzählt, dass Toni die Bilder in Auftrag gegeben hat, um sie zu erpressen. Bei Luise und Leo hängt wegen der Geschichte der Haussegen schief, da Luise ihm nicht mehr vertraut. Leo versucht zwar alles, um dies zu ändern, aber sie zeigt ihm die kalte Schulter. Walli gesteht seiner Frau, dass er schwul ist, sie packt daraufhin ihre Sachen. In der Praxis herrscht auch dicke Luft, Toni will nicht mehr mit Luise zusammenarbeiten. Wieder zu Hause, erfährt er, dass Evi die neue Freundin von Franzl ist.
Leo sieht keinen anderen Ausweg aus der Krise, als dass er Walli an einen anderen Klub verkauft. Luise bekommt das Gespräch zwischen ihm und Holger mit, als sie Leo zur Rede stellen will, blockt er ab. So geht sie zu Toni und Franzl und erzählt ihnen, was Leo vorhat. Toni und Franzl wollen Walli informieren, der gerade im Training ist. Zunächst will er es nicht glauben, aber Toni scheint überzeugende Argumente zu haben. Luise geht wieder nach Hause und platzt in Vertragsverhandlungen zum Verkauf von Walli. Sie muss Wehen vortäuschen, damit Leo unter vier Augen mit ihr spricht. Doch seine altmodischen Ansichten zur Homosexualität lassen sie zweifeln, ob er der richtige Mann für sie ist. Plötzlich bekommen sie mit, dass Walli eine Pressekonferenz gibt und sich dabei outet. Sein Marktwert sinkt dadurch gegen null. Dafür hat er seine Glaubwürdigkeit zurückgewonnen.
Toni, Franzl und Walli treffen sich am See, als Luise und Kathy dazukommen. Kathy ist stolz auf Walli und umarmt ihn. Leo schickt Luise eine SMS, dass er eine Pressekonferenz gibt. Dabei verkündet er, dass der Verein gewusst hat, dass Walli schwul ist, und sie weiterhin hinter ihm stehen. Zudem gibt er seinen eigenen Rücktritt bekannt, weil er sich mehr um die Familie kümmern will. Luise weiß nicht, was sie davon halten soll, ist aber froh, dass Toni bei ihr ist.

## Hintergrund
Eine runde Sache wurde vom 24. Juni bis zum 23. August 2019 in München und Umgebung gedreht. Produziert wurde der Film von der Bavaria Fiction.

## Rezeption

### Einschaltquote
Die Erstausstrahlung am 24. April 2020 im Ersten wurde von 4,38 Millionen Zuschauern gesehen, was einem Marktanteil von 13,0 % entspricht.

### Kritiken
Die Kritiker der Fernsehzeitschrift TV Spielfilm zeigten mit dem Daumen zur Seite und vergaben für Humor zwei und für Spannung einen von drei möglichen Punkten. Sie resümierten: „Dramaturgisch wie ein verschossener Elfer“.
Rainer Tittelbach von Tittelbach.tv meinte dazu: „Ein Jahr nach dem gelungenen Doppel-Einstand von ‚Toni, männlich, Hebamme‘ stehen nun zwei weitere unterhaltsame Filme mit dem unverstellten und unbestechlichen Entbindungs-Pfleger auf dem Programm.“ und „Neben den Figuren sind die Schauspieler das Herzstück der Reihe. Leo Reisinger und auch Frederic Linkemann verkörpern ihre ewigen Jungmänner sehr authentisch – mit Mundart & Witz.“